# Heart's Content
Heart's Content est une ville canadienne située sur l'île de Terre-Neuve dans la province de Terre-Neuve-et-Labrador. Elle est traversée par la route 80 et la route 74.